# Raven Henley
Raven Henley (* 1986 in Husum; bürgerlich: Patrick Henselin) ist ein deutscher Rockmusiker.

## Leben
Patrick Henselin wuchs in Husum an der Nordsee auf. Mitte 2006 begann er unter dem Pseudonym Raven Henley Coverversionen auf YouTube mit Akustikgitarre vorzutragen. Als er den Song "Sie hat dir einen Arschtritt gegeben" der Band Frei.Wild coverte, erregte er die Aufmerksamkeit der Band. Diese holten ihn als erstes Signing zum gerade gegründeten Label Rookies & Kings. Er durfte außerdem 2010 zusammen mit seiner Band Raven and the Henleys, Frei.Wild auf ihrer Tour zum Album Gegengift begleiten.
Am 15. Oktober 2010 erschien Raven Henleys Debütalbum Richtung Schicksal. Als Gäste beteiligten sich Philip Burger (Frei.Wild), Markus Stein (Serum 114) und Joachim Bergmeister (Unantastbar) an dem Album. Die Gitarren wurden von Walter Unterhauser und das Schlagzeug von Markus Engel (Rock Rotten’s 9mm Assi Rock’n’Roll) eingespielt. Die Texte wurden von Burger, Unterhauser, dem Produzenten Alex Lysjakov und Henley verfasst.
2010 und 2011 spielte er auf vielen Festivals in Deutschland, unter anderem auf der G.O.N.D. und dem Ehrlich und Laut. Nachdem Henley seinen Vertrag mit Rookies & Kings zu 2012 kündigte, gab es eine Pause bis Mitte 2018, doch dann meldete sich Henley, gemeinsam mit Unterhauser zurück. Das Album Von hier bis zuhause erschien 2019 als Eigenproduktion.

## Musikstil
Musikalisch nennt Raven Henley seine Musik „German Count Rock“, dabei handelt es sich um deutschsprachigen Rock, der auf eine Reihe von Inspirationen, unter anderem auf Country-Rock, Irish Folk, Metalcore, Mittelalter-Rock sowie die gesamte Palette von 1960er bis 1980er Rock zurückgreift. Verglichen wurde Henleys musikalischer Stil insbesondere mit Johnny Cash & Frei.Wild, aber auch mit Die Toten Hosen und Die Ärzte.

## Diskografie
- 2010: Richtung Schicksal (Rookies & Kings)
- 2019: Von hier bis Zuhause (Eigenproduktion)